# Кёлледа
Кёлледа (нем. Kölleda) — город в Германии, в земле Тюрингия. 
Входит в состав района Зёммерда. Подчиняется управлению Кёлледа.  Население составляет 5498 человек (на 31 декабря 2010 года). Занимает площадь 31,28 км². Официальный код  —  16 0 68 034.
Город подразделяется на 2 городских района.

## Фотографии

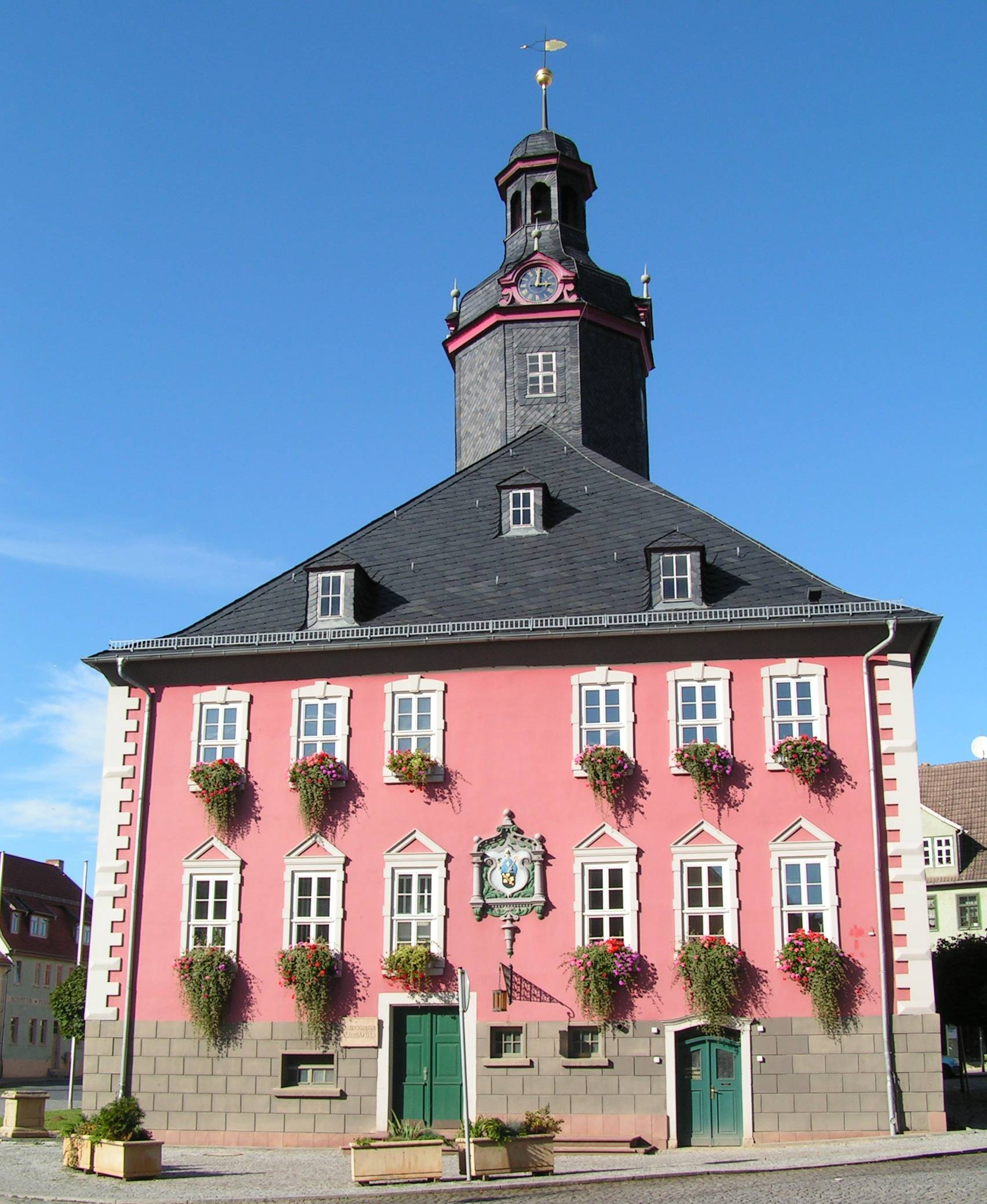
Ратуша
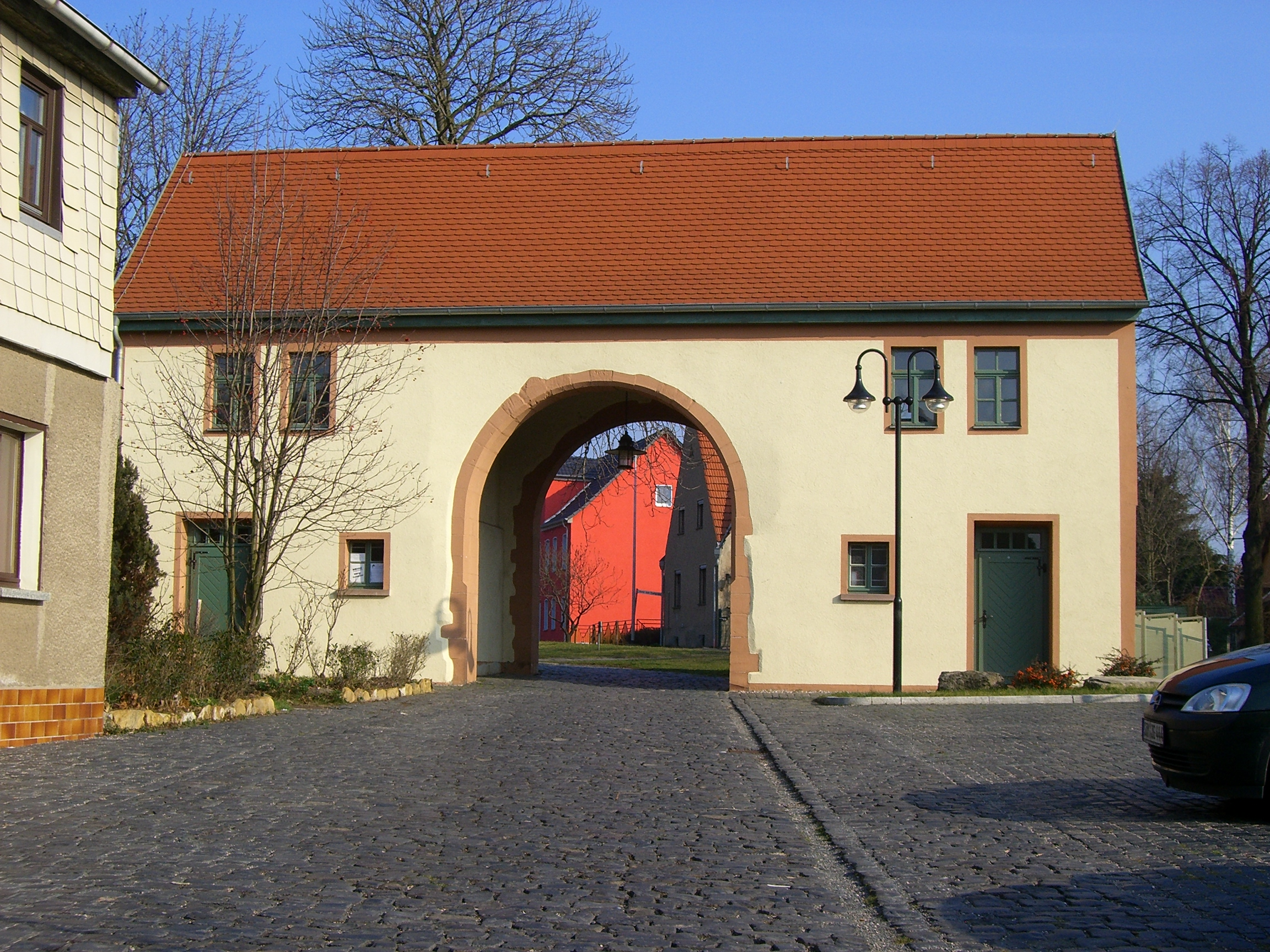
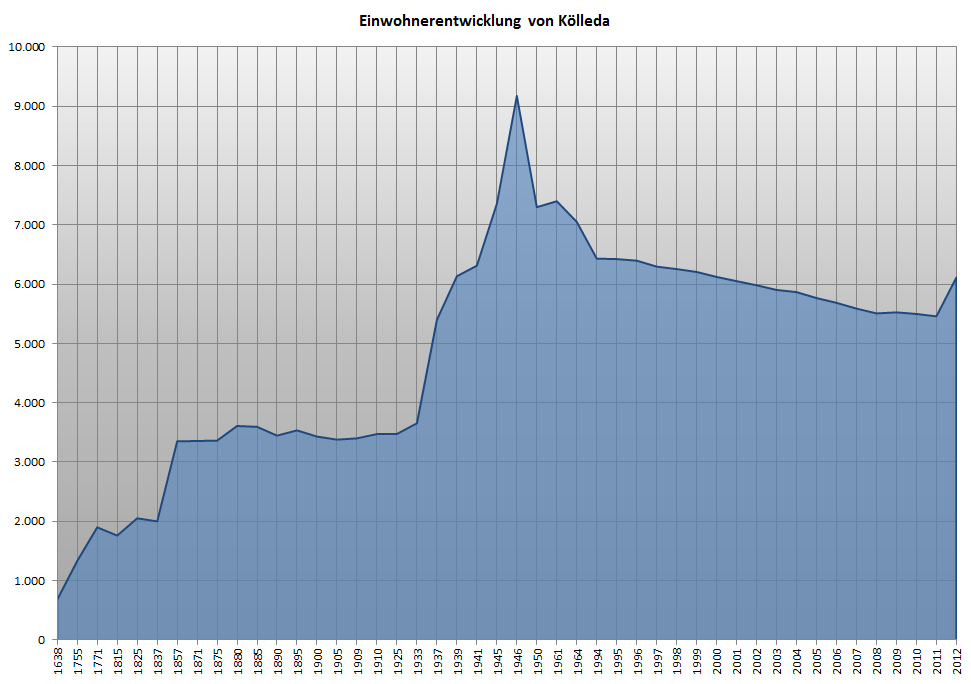
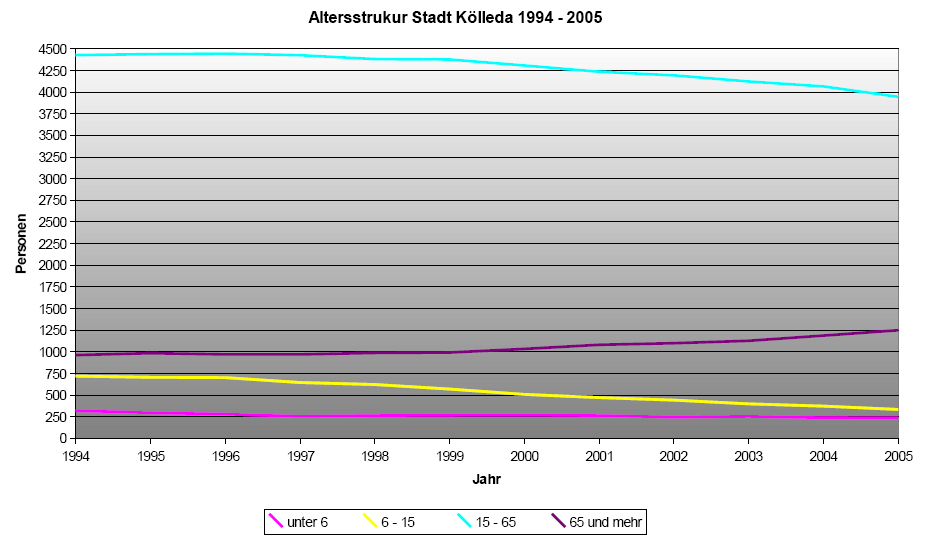
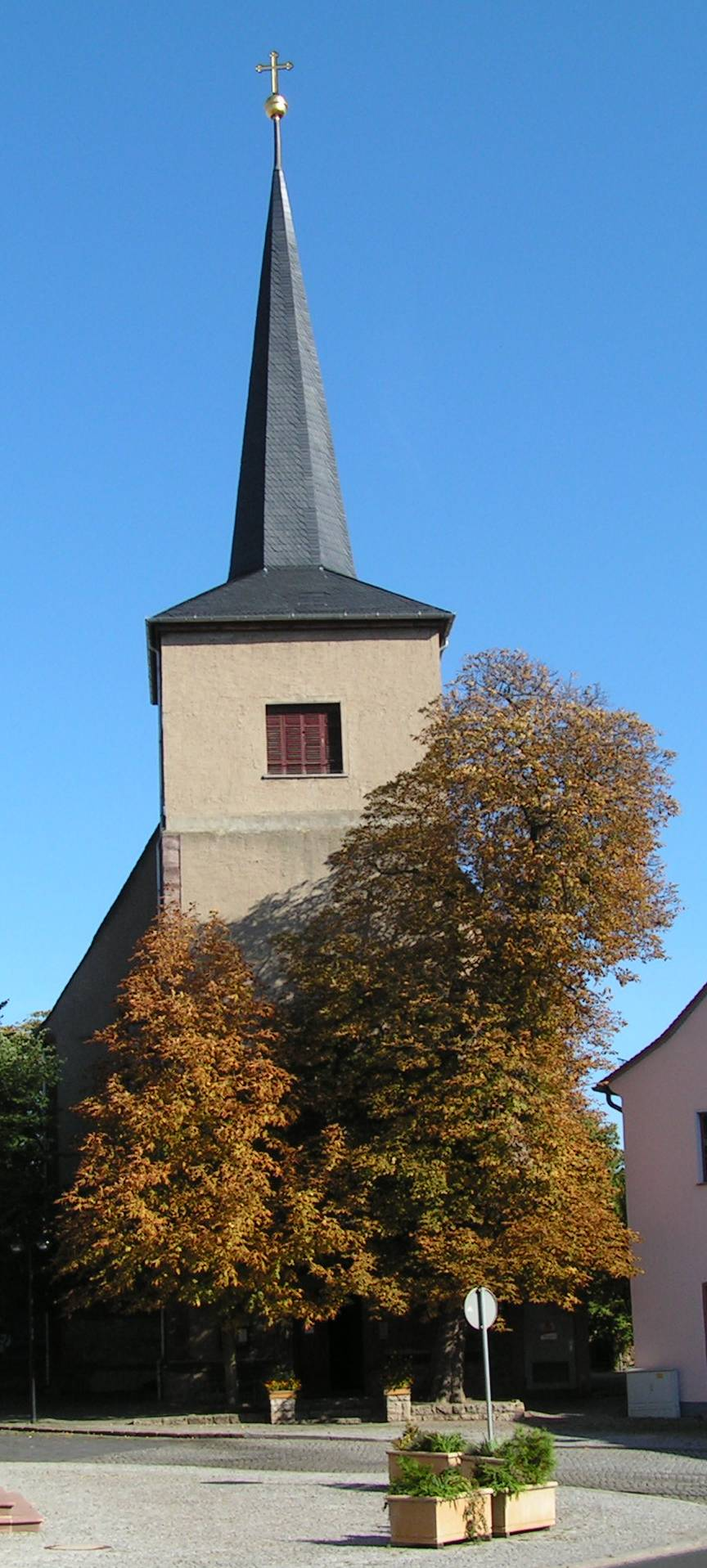
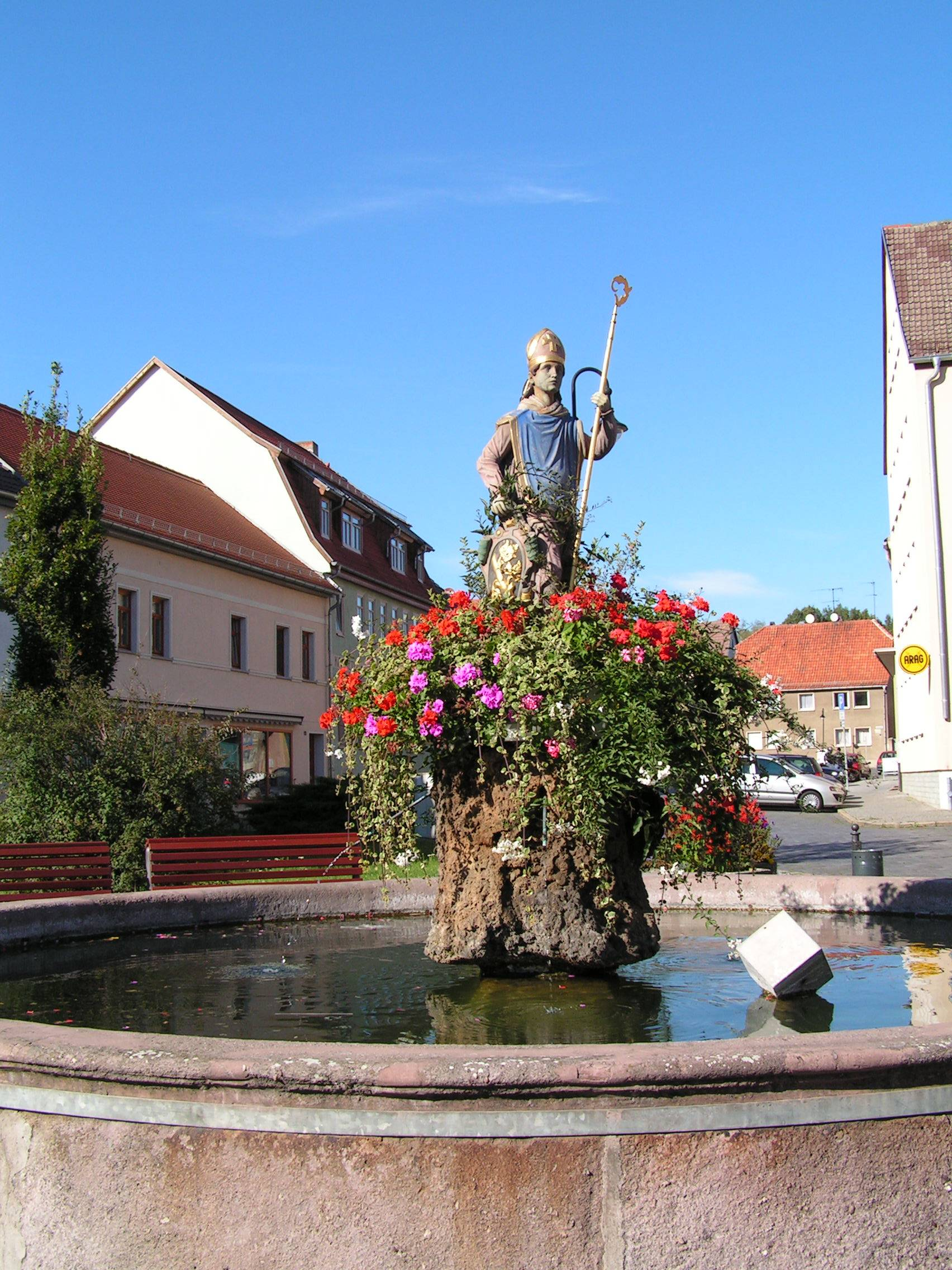
Рыночная площадь
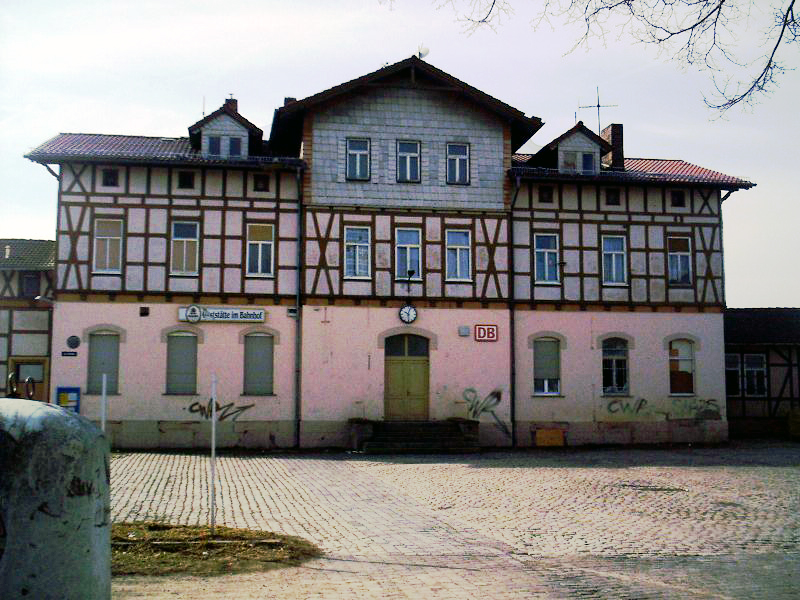
Вокзал